# Ruellia costaricensis
Ruellia costaricensis är en akantusväxtart som först beskrevs av Oerst., och fick sitt nu gällande namn av E.A.Tripp och Mcdade. Ruellia costaricensis ingår i släktet Ruellia och familjen akantusväxter. Inga underarter finns listade i Catalogue of Life.